# 첼시 타바레스

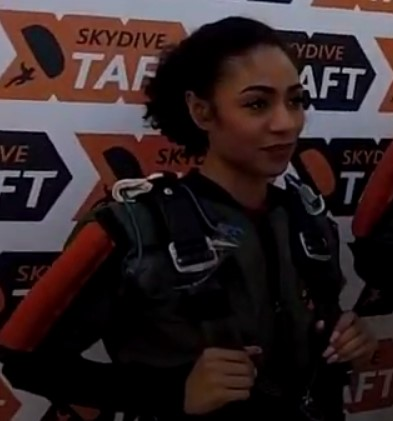

첼시 타바레스(Chelsea Tavares, 1991년 9월 22일 ~ )는 미국의 텔레비전 배우, 영화배우이다.
파노라마시티에서 태어났다.

## 영화
- 체이싱 더 블루스 (2017년)
- 플래티넘 댄스 무비 (2014년)
- 프라이트 나이트 (2011년) - 카라 역